# Камишлов
Камишлов (на руски: Камышлов) е град в Русия, административен център на Камишловски район, Свердловска област. Населението на града към 1 януари 2018 година е 26 444 души.

## История
Селището е основано през 1668 година, през 1781 година получава статут на град.

## Известни личности
Родени в Камишлов
- Наталия Естемирова (1958 – 2009), общественичка